# Эль-Брухо

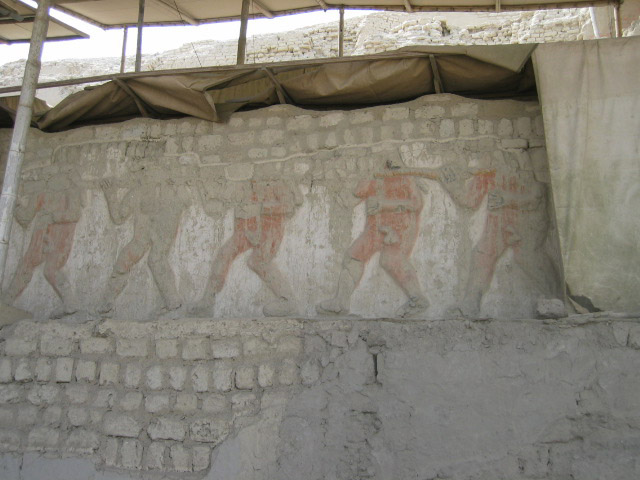
Барельеф из Эль-Брухо

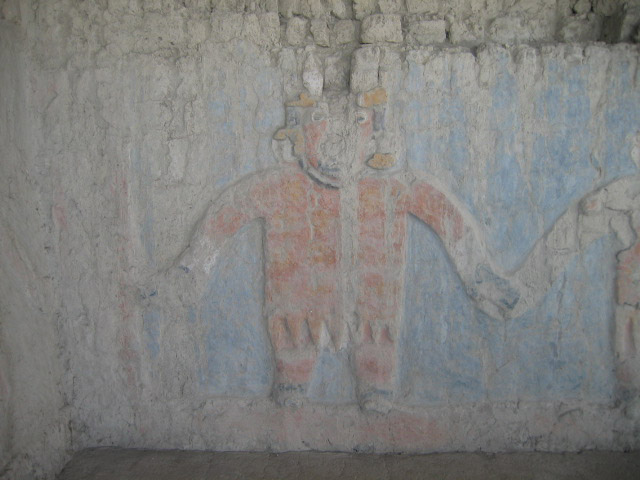
Барельеф

Эль-Брухо, El Brujo — место археологических раскопок на северном тихоокеанском побережье Перу, на правом берегу реки Чикама в регионе Ла-Либертад в 34 км к северу от города Трухильо на территории округа Магдалена-де-Као, провинция Аскопе.
Место, где находится памятник, относится к культуре Моче (100—750 гг. н. э.).
«Тесная Уака», или Уака-Приета, древнейший из памятников данного ансамбля, датируется 2500 г. до н. э.
Хозяйство жителей данного поселения основывалась на примитивном сельском хозяйстве, рыболовстве и ловле моллюсков. Именно в этот период зарождается сельское хозяйство на перуанском побережье.
Основными памятниками Эль-Брухо являются:
- Тесная Уака, или Уака-Приета — докерамическая эпоха.
- Уака Эль-Брухо — усечённая пирамида культуры Моче
- Уака Као-Вьехо — усечённая пирамида культуры Моче с большим количеством рельефных изображений, из которых наиболее известной является картина «Пленники».